# ناتئ سريري خلفي
الناتئان السريريان الخلفيان هما بدرنتين في نهايتي الزوايا العليا للحدود الخلفية لظهر السرج التي تكون تكون على شكل صفيحة عظمية مربعة.
ظهر السرج هو جزء من العظم الوتدي.

## المصدر

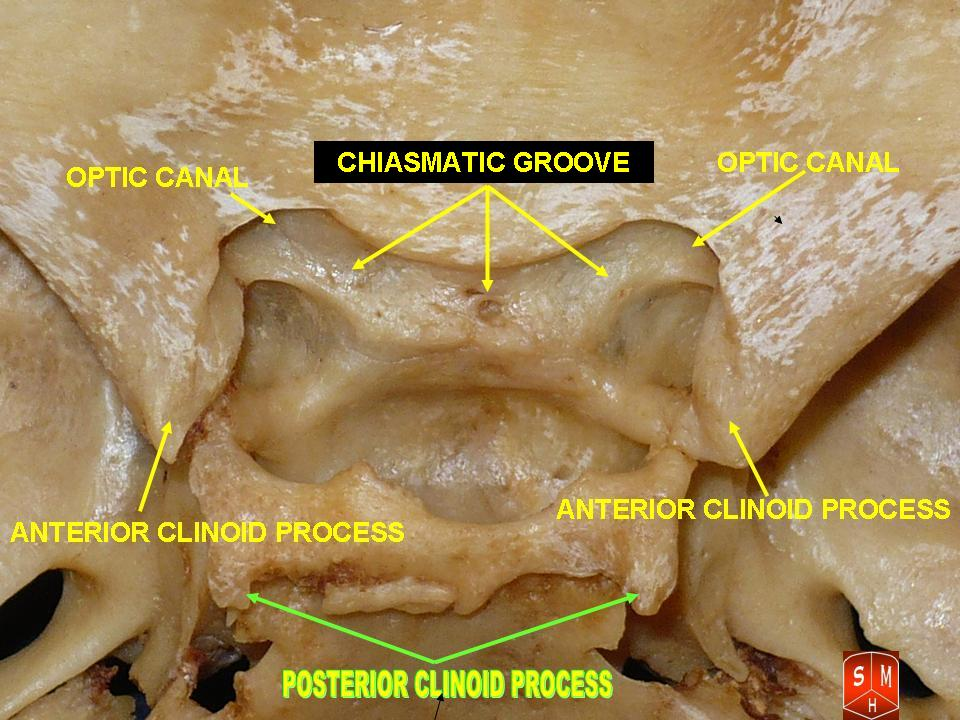
الناتئان السريريان الخلفيان مؤشرا في الأسفل

هذه المقالة تعتمد على مواد ومعلومات ذات ملكية عامة، من الصفحة رقم 147  الطبعة العشرين لكتاب تشريح جرايز لعام 1918.